# Црква Светог Димитрија у Призрену
Црква Светог Димитрија је некадашни српски православни храм у Призрену на чијем мјесту је 1855. године изграђена католичка црква Св. Марије.
Иван Јастребов спомиње писмо папе Климента VI од 7. јануара 1346. године, српском краљу Стефану, из којег се види да су у самом Призрену и близу Призрена биле двије цркве, католичка и једна Брвеници St. Maria de Prisren, St. Petri supra Prisren St. Triphonis de Brevenich. Од двије католичке цркве помињане код Тајнера, призренске Св. Марије и Св. Петра изнад Призрена (St. Maria de Prisren, St Petri supra Prisren), нигдје није остало ни трага ни помена. Мјесто гдје је саграђена тадашња (у вријеме Јастребова) црква за католике посвећена Св. Богородици није било мјесто латинске цркве. Напротив, ту је била црква Св. Димитрија па је напуштена и тек је 1855. уз помоћ Француске, тада свемогуће владе, то мјесто отето од Срба. Ни сами тадашњи католици, по писању Јастребова, нису знали гдје је тачно била црква Св. Марије, као ни мјесто цркве Св. Петра. Стара црква Св. Марије би требало да је била на истом оном мјесту гдје је тадашња латинска школа, јер су прије присвајања српске цркве Св. Димитрија, католици ту увијек имали молитвени дом.